# Carl Bernhard von Cotta
 Carl Bernhard von Cotta ( Forsthaus, Zillbach, 24 de octubre de 1808- Berlín, 14 de septiembre de 1879) fue un polímata, geólogo, y botánico alemán.

## Obra
- Die Dendrolithen in Beziehung auf ihren inneren Bau, Dresden und Leipzig 1832

- Geognostische Karte von Sachsen, 1832-1845

- Geognostische Wanderungen, vols. 1-2, Dresden (u.a.) 1836 - 1838

- Anleitung zum Studium der Geologie und Geognosie. Besonders für deutsche Forstwirthe, Landwirthe und Techniker, Dresden (u.a.) 1839

- Geognostische Karte von Thüringen, 1843-1848

- Bernhard von Cotta, Joseph Fournet: Die Erzgänge und ihre Beziehungen zu den Eruptivgesteinen, nachgewiesen im Departement de l'Aveyron von Fournet, Prof. in Lyon, frei übersetzt und mit vergleichenden Bemerkungen über die sächsischen Erzgänge versehen. Dresden, Leipzig 1846

- (Zusammenstellung): Geognostische Karten unseres Jahrhunderts, Freiberg 1850

- Der innere Bau der Gebirge, Freiberg 1851

- Gangstudien oder Beiträge zur Kenntniss der Erzgänge, vols. 1-4, Freiberg 1850-1862

- Geologische Briefe aus den Alpen, Leipzig 1850

- Briefe über Humboldts Kosmos. Ein Commentar zu diesem Werke für gebildete Laien, Leipzig 1850-1860 (varias ediciones)

- Geologische Bilder, Leipzig 1852 (varias ediciones)

- Gesteinslehre, Bd. 1-2, Freiberg 1855, 1866 (en inglés)

- Lehre von den Flözformationen, Freiberg 1856

- Deutschlands Boden, sein geologischer Bau und dessen Einwirkung auf das Leben des Menschen, vols. 1-2, Leipzig 1854 y 1858

- Lehre von den Erzlagerstätten, vols. 1-2, Freiberg 1854/1859-1861, 1870 (en inglés)

- Geologische Fragen, Freiberg 1858

- Katechismus der Geologie, Leipzig 1861

- Ungarische und Siebenbürgische Bergorte, Leipzig 1862

- zusammen mit Edmund von Fellenberg: Die Erzlagerstätten Ungarns und Siebenbürgens, Freiberg 1862

- Geologie der Gegenwart, Leipzig 1865 (varias ediciones)

- Erzlagerstätten im Banat und in Serbien, Viena 1865

- Der Altai, sein geologischer Bau und seine Erzlagerstätten, Leipzig 1871

- Beiträge zur Geschichte der Geologie, vol. 1, Leipzig 1877
- La abreviatura «Cotta» se emplea para indicar a Carl Bernhard von Cotta como autoridad en la descripción y clasificación científica de los vegetales.[1]